# Liste der Museen in Niederösterreich

## A
- Amstetten
  - Schloss Edla
- Angern an der March

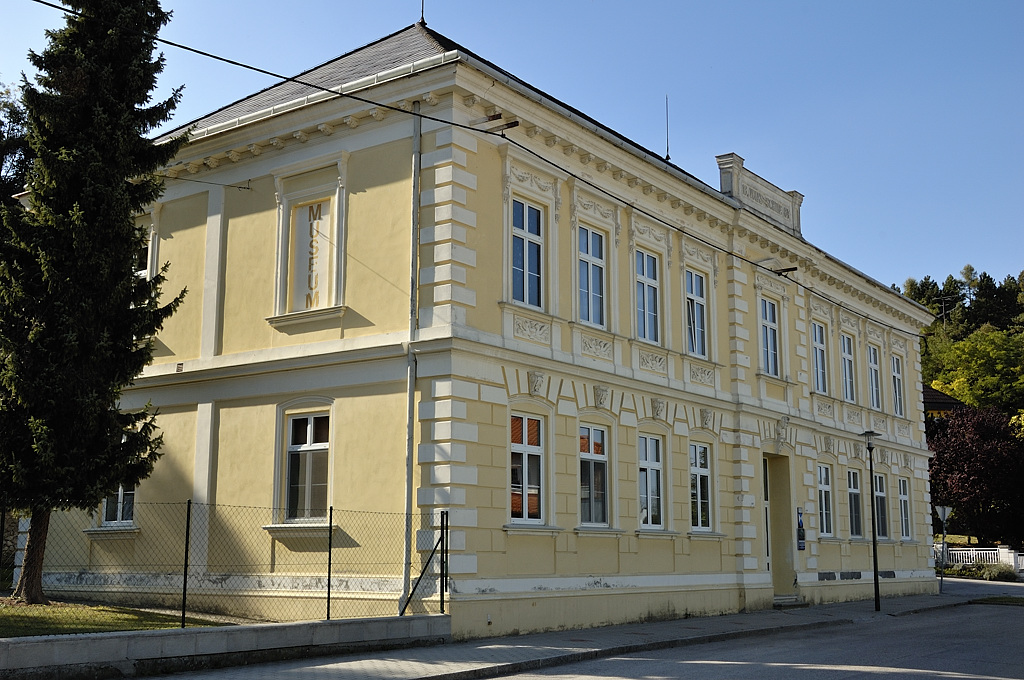
Museum für Ur- und Frühgeschichte in Stillfried

  - Museum für Ur- und Frühgeschichte in Stillfried
- Aspang-Markt
  - Automobilmuseum Aspang
- Asparn an der Zaya
  - Schloss Asparn
- Atzenbrugg
  - Schloss Atzenbrugg

## B
- Bad Deutsch-Altenburg
  - Museum Carnuntinum
- Baden
  - Arnulf Rainer Museum
  - Kaiser-Franz-Josef-Museum
  - Rollettmuseum

## D
- Deutsch-Wagram

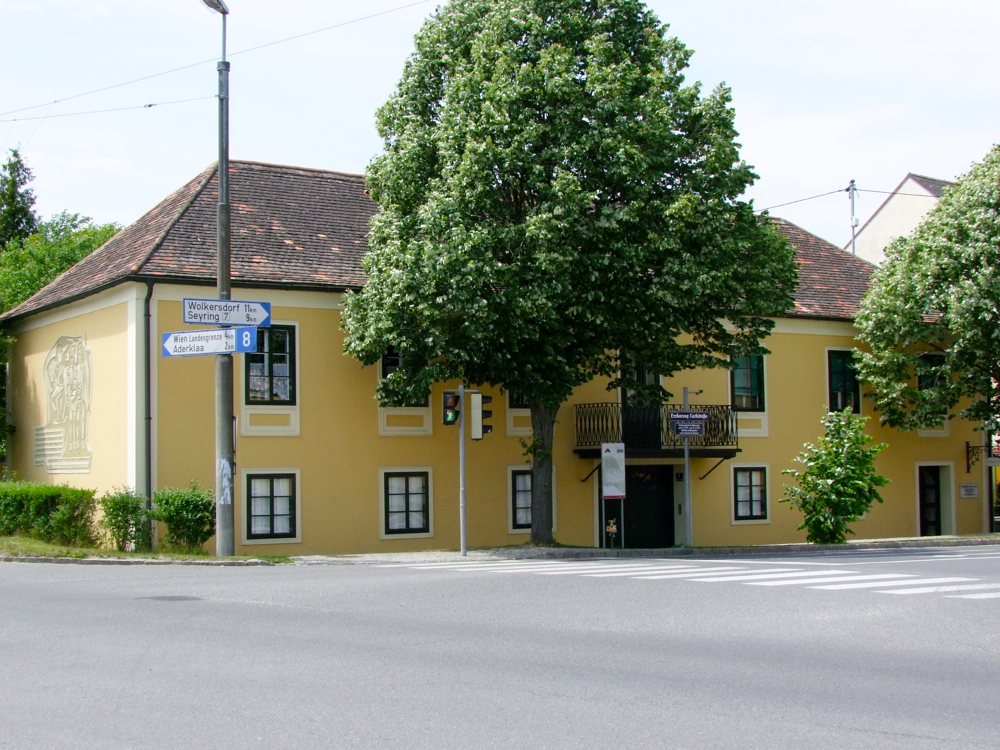
Napoleon- und Heimatmuseum im Erzherzog Carl-Haus, Deutsch-Wagram

  - Napoleon- und Heimatmuseum im Erzherzog Carl-Haus (Schlacht bei Wagram 1809)
  - Eisenbahnmuseum im ehemaligen Arbeiterwarteraum am Bahnhof
- Dobersberg
  - Schloss Dobersberg

## E

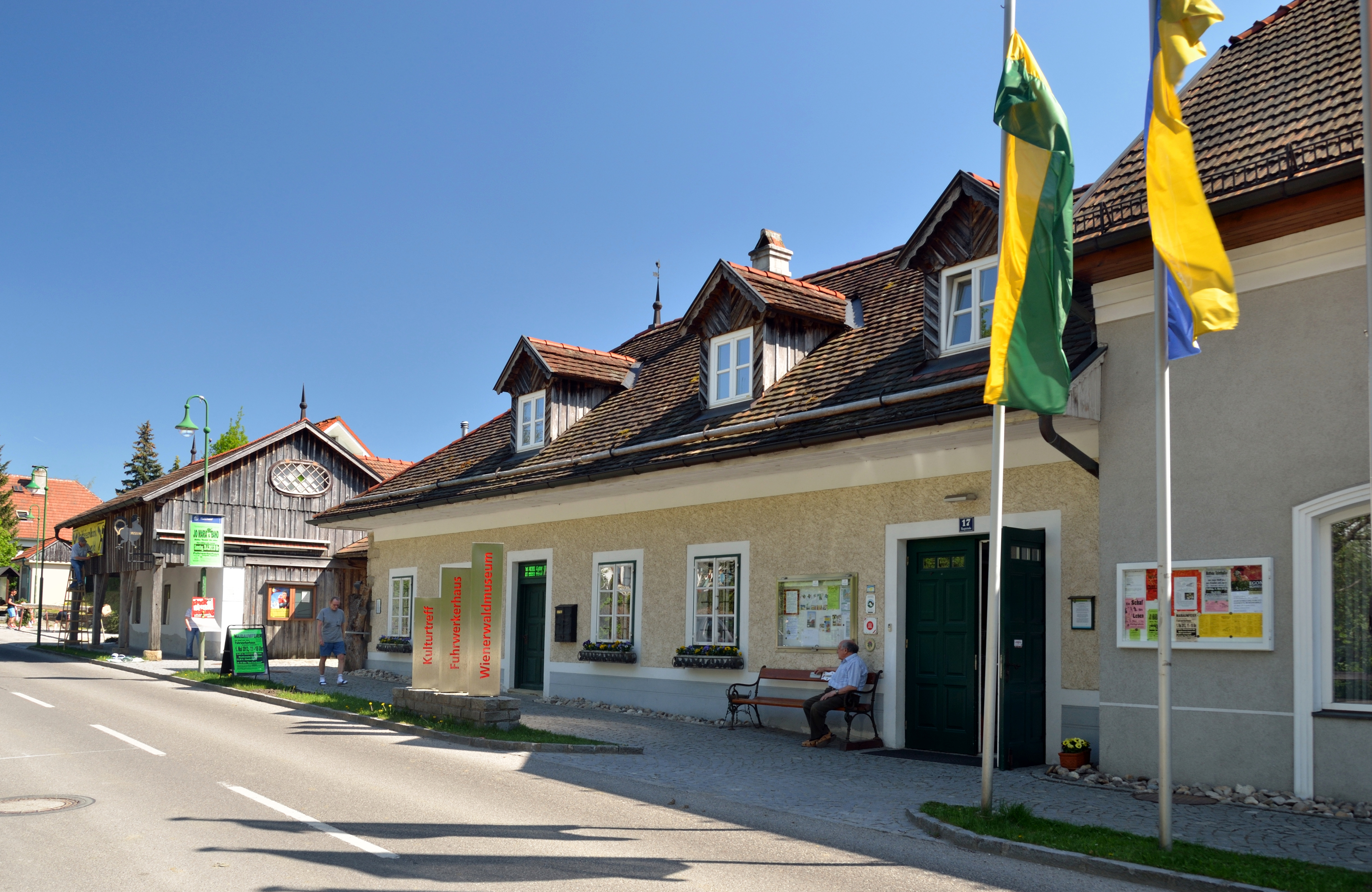
Wienerwaldmuseum in Eichgraben

- Eichgraben
  - Wienerwaldmuseum Eichgraben
- Eggenburg
  - Krahuletz-Museum

## F

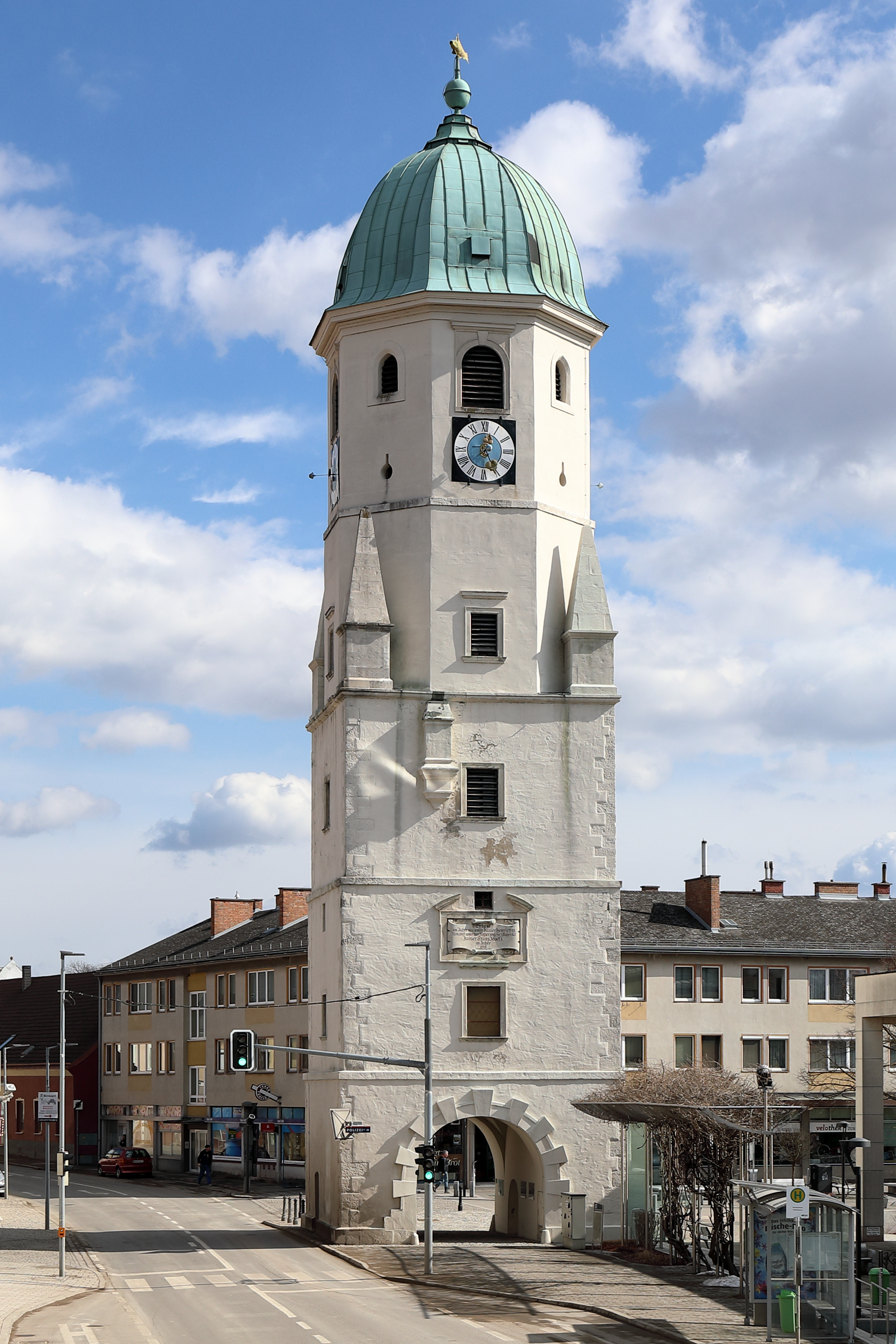
Fischamender Heimatmuseum im Stadtturm

- Fischamend
  - Heimatmuseum Fischamend
  - Feuerwehrmuseum Fischamend
- Furth bei Göttweig
  - Stift Göttweig

## G
- Gloggnitz
  - Renner-Villa Gloggnitz
- Großriedenthal
  - Museum der einfachen Dinge
- Großschönau
  - Sonnenwelt Großschönau
- Großweikersdorf
  - Pleyel-Museum
- Guntramsdorf
  - Museum Walzengravieranstalt Guntramsdorf

## H
- Hainburg an der Donau
  - Kulturfabrik Hainburg
  - Stadtmuseum Wienertor
- Hainfeld an der Gölsen
  - Hainfeld Museum
  - Museum historischer Bierkrüge
- Herrnbaumgarten
  - Nonseum
- Herzogenburg
  - Ehemaliges Niederösterreichisches Barockmuseum
- Hernstein
  - Pechermuseum
- Hollabrunn
  - Stadtmuseum Alte Hofmühle
- Horn
  - Höbarthmuseum

## K
- Karlstein an der Thaya
  - Uhrenmuseum Karlstein
- Kaumberg
  - Heimatmuseum Kaumberg
- Klosterneuburg
  - Mährisch-Schlesisches Museum
  - Sammlung Essl (seit 1. Juli 2016 geschlossen)
  - Stift Klosterneuburg
- Korneuburg
  - Kulturzentrum Korneuburg
- Krems an der Donau
  - Karikaturmuseum Krems
  - Kunsthalle Krems
  - Museumkrems
  - Landesgalerie Niederösterreich

## L
- Langenzersdorf
  - Langenzersdorf Museum, ehemals Hanak-Museum
- Leiben
  - Schloss Leiben
- Leopoldsdorf im Marchfelde
  - Österreichisches Spiele Museum
- Lichtenwörth
  - Nadelburgmuseum

## M
- Maissau
  - Amethystwelt Maissau
- Mannersdorf am Leithagebirge

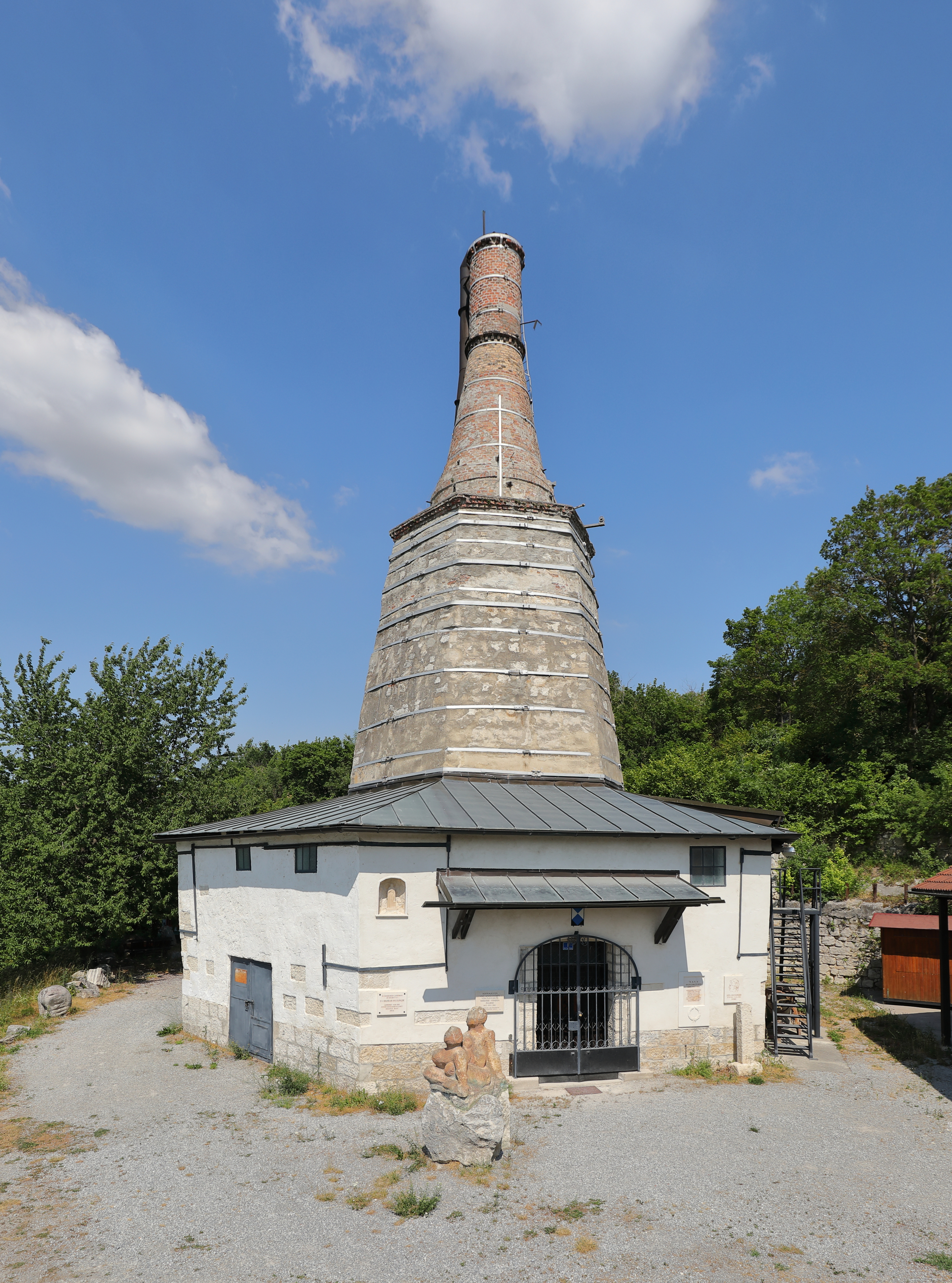
Kalkofen- und Steinabbaumuseum in Mannersdorf

  - Museum Mannersdorf am Leithagebirge
  - „Baxa“ Kalkofen- und Steinabbaumuseum
- Maria Enzersdorf
  - Missionshaus St. Gabriel
- Matzen-Raggendorf
  - Schloss Matzen
- Melk
  - Stadtmuseum Melk
- Mistelbach
  - Museumszentrum Mistelbach
- Mödling
  - Bezirksmuseum Mödling
  - Schönberg-Haus

## N
- Neunkirchen
  - Städtisches Museum Neunkirchen
- Neupölla
  - Erstes österreichisches Museum für Alltagsgeschichte
- Nußdorf ob der Traisen
  - Urzeitmuseum Nußdorf ob der Traisen

## O

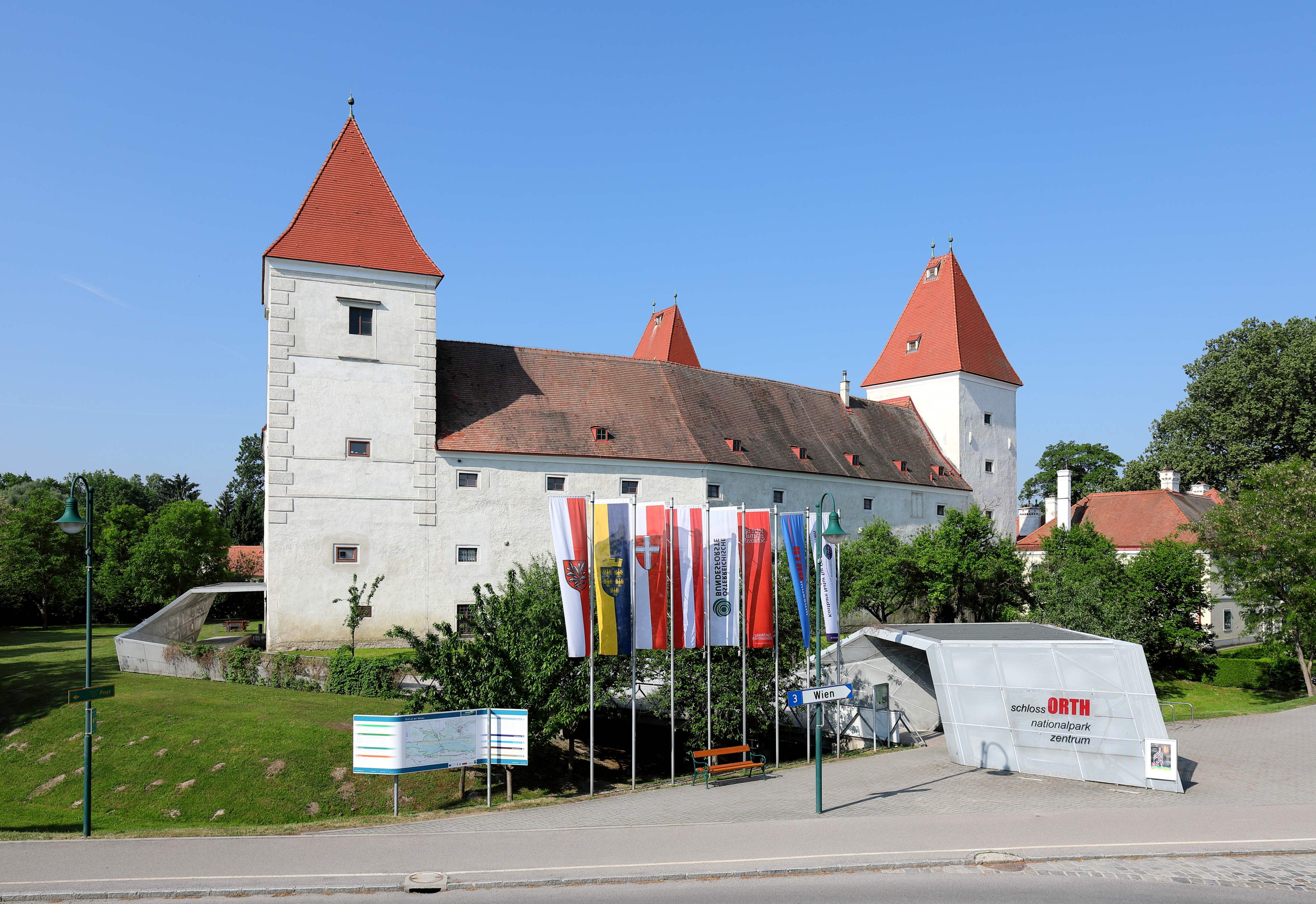
Besucherzentrum und Museum Nationalpark Donau-Auen im Schloss Orth

- Orth an der Donau
  - Schloss Orth
  - Schiffmühle Orth an der Donau

## P

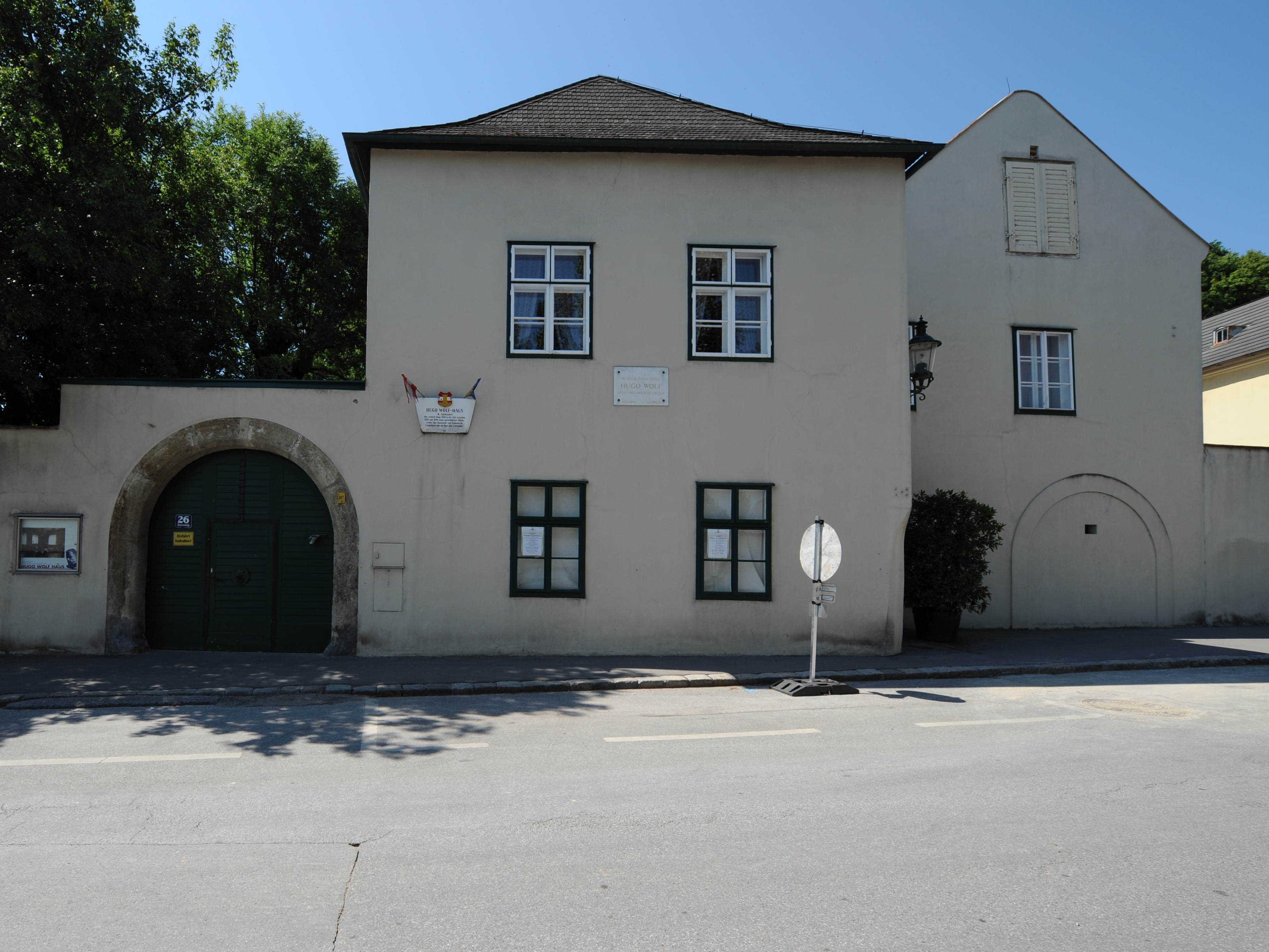
Hugo-Wolf-Haus in Perchtoldsdorf

- Payerbach
  - Historisches Postamt Küb
  - Höllentalbahn
- Perchtoldsdorf
  - Hugo-Wolf-Haus
- Petronell-Carnuntum
  - Archäologiepark Carnuntum
- Platt (Gemeinde Zellerndorf)
  - Steinzeitmuseum Platt
- Pöchlarn
  - Kokoschka-Haus
- Pöggstall
  - Schloss Pöggstall
- Pottendorf
  - Rother-Hof
- Poysdorf
  - Vino Versum Poysdorf

## R
- Reichenau an der Rax
  - Schloss Reichenau
  - Wasserleitungsmuseum Kaiserbrunn
  - Rudolfsvilla
- Rohrau
  - Haydn-Geburtshaus
- Ruprechtshofen
  - Benedict Randhartinger Museum

## S
- St. Peter in der Au
  - Carl-Zeller-Museum im Schloss St. Peter in der Au
- St. Pölten
  - Ausstellungsbrücke im Landhaus St. Pölten
  - Museum Niederösterreich
- Scheibbs
  - Schützenscheibenmuseum Scheibbs
  - Tonindustrie Scheibbs
- Schrems
  - Kunstmuseum Waldviertel
- Schwarzau im Gebirge
  - Waldbahn Naßwald
- Schwarzenbach
  - Höhensiedlung Burg in Schwarzenbach
- Schwechat
  - Austrian Aviation Museum
  - Eisenbahnmuseum Schwechat
- Sigmundsherberg
  - Eisenbahnmuseum Sigmundsherberg
  - Motorradmuseum Sigmundsherberg
  - Oldtimermuseum, Kraftfahrzeugmuseum Sigmundsherberg
- Stetten
  - Fossilienwelt Weinviertel
- Stockerau
  - Kulturzentrum Belvedereschlössl
- Strasshof an der Nordbahn
  - Eisenbahnmuseum Strasshof
- Straß im Straßertale
  - Fossilienschauraum Obernholz
- Sulz im Weinviertel
  - Museumsdorf Niedersulz mit Täufermuseum Niedersulz

## T
- Ternitz
  - Robert-Hammerstiel-Museum
  - Stahlstadtmuseum
- Texingtal
  - Dollfuß-Museum
- Traiskirchen
  - Stadtmuseum Traiskirchen
  - Wiener Tramwaymuseum Museumsdepot Traiskirchen
- Tulln an der Donau
  - Egon-Schiele-Museum
  - Römermuseum Tulln
  - Zuckerfabrik Tulln

## V
- Vösendorf
  - Schloss Vösendorf

## W
- Wallsee-Sindelburg
  - Römermuseum Wallsee-Sindelburg
- Weissenbach an der Triesting
  - Heimatmuseum Weissenbach an der Triesting
- Weitra
  - Schloss Weitra: Schlossmuseum, Brauereimuseum und Dauerausstellung Schauplatz Eiserner Vorhang
- Wiener Neustadt
  - Industrieviertel-Museum
  - Stadtmuseum Wiener Neustadt mit St. Peter an der Sperr
  - Krankenhaus-Museum im Schlögelturm der Stadtmauer im Landesklinikum Wiener Neustadt
  - Waffen- und Foltermuseum im Reckturm der Stadtmauer
- Wullersdorf
  - Bauernmuseum Kalladorf

## Y
- Ybbsitz
  - Haus Ferrum

## Z
- Zwettl-Niederösterreich
  - Schloss Rosenau
  - Stadtmuseum Zwettl